# ピードモント公園
ピードモント公園（英：Piedmont Park）は、アメリカ合衆国ジョージア州アトランタの公園。高層ビルが立ち並ぶミッドタウンと、戸建て住宅が広がるヴァージニアハイランドの中間に位置する。ダウンタウンからは北東に約２キロ離れている。
起伏に富んだ地形を活かした設計で、年間を通じて様々な景観を楽しむことができる。週末には「芝生広場（ザ・メドー）」を活用したイベントが開催されるなど、アトランタ市民の憩いの場となっている。

## 施設
- オーク・ヒル
- ザ・メドー
- クララ・ミアー湖
- ノグチ・プレイスケープ
- アクティブ・オーバル
- 市民プール
- ドッグラン
- アトランタ植物園

## イベント
- ドッグウッド・フェスティバル（4月）
- ジャズ・フェスティバル（5月）
- ピーチツリー・ロードレース（7月）